# 丰维埃耶 (罗讷河口省)
丰维埃耶（法語：Fontvieille，法語發音：[fɔ̃vjɛj]），又称丰维耶，是法国罗讷河口省的一个市镇，属于阿尔勒区。

## 地理
丰维埃耶（43°43'37"N, 4°42'32"E）面积40.18 平方千米，位于法国普罗旺斯-阿尔卑斯-蓝色海岸大区罗讷河口省，该省份为法国东南部沿海省份，北起沃克吕兹省，西接加尔省，南濒地中海，东临瓦尔省。
与丰维埃耶接壤的市镇（或旧市镇、城区）包括：阿尔勒、普罗旺斯地区莱博、帕拉杜、圣艾蒂安迪格雷斯、塔拉斯孔。
丰维埃耶的时区为UTC+01:00、UTC+02:00（夏令时）。

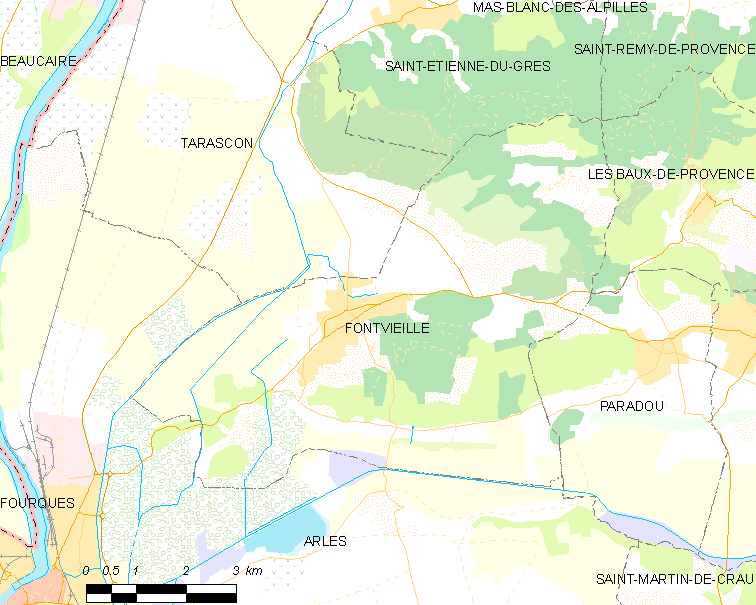
丰维埃耶的OSM定位图

## 行政
丰维埃耶的邮政编码为13990，INSEE市镇编码为13038。

## 政治
丰维埃耶所属的省级选区为普罗旺斯地区萨隆第一县。

## 人口

1962-2008年间丰维埃耶人口变化图示

丰维埃耶于2022年1月1日时的人口数量为3555人。